# NGC 2196
NGC 2196 је спирална галаксија у сазвежђу Зец која се налази на NGC листи објеката дубоког неба.
Деклинација објекта је - 21° 48' 22" а ректасцензија 6h 12m 9,6s. Привидна величина (магнитуда) објекта NGC 2196 износи 10,9 а фотографска магнитуда 11,8. Налази се на удаљености од 28,8000 милиона парсека од Сунца. NGC 2196 је још познат и под ознакама ESO 556-4, MCG -4-15-14, UGCA 121, IRAS 06100-2147, PGC 18602.